# Eleanor Lansing Dulles
Eleanor Lansing Dulles, född 1 juni 1895 i Watertown, New York, död 30 oktober 1996 i Washington, D.C., var en amerikansk diplomat och nationalekonom. Hon var syster till CIA-chefen Allen Dulles och utrikesministern John Foster Dulles. Också hennes morfar John W. Foster var USA:s utrikesminister.
Hon utexaminerades 1917 från Bryn Mawr College. Därefter arbetade hon i två år i Frankrike för olika flyktingorganisationer. Hon återvände till USA efter första världskrigets slut och bedrev fortsatta studier. Hon avlade 1926 sin doktorsexamen i nationalekonomi vid Harvard University. Sedan undervisade hon i tio år vid olika högskolor och reste mycket i Europa på grund av sin forskning i europeiska finansfrågor.
Hon anställdes av USA:s regering 1936. Först arbetade hon för Social Security Board där hon studerade socialskyddets ekonomiska aspekter. 1942 arbetade hon i fem månader på Board of Economic Warfare där hon sysslade med internationell ekonomi. Senare samma år anställdes hon av USA:s utrikesdepartement, där hon arbetade i nästan tjugo år.
Hennes första uppdrag på UD var arbete med ekonomiska planer för efterkrigstiden. Hon deltog 1944 i FN:s konferens om monetära och finansiella frågor i Bretton Woods, New Hampshire, där grunden för Bretton Woodssystemet lades. Efter kriget, 1945-1948, var hon stationerad i Wien var hon hjälpte Österrike med den ekonomiska återuppbyggnaden. Därefter fick hon arbeta med frågor relaterade till Tyskland. Hon var 1952-1959 chef för avdelningen i Västberlin, Berlin Desk, som tillhörde utrikesdepartementets Bureau of German Affairs. Senare kallades hon Moder Berlin (ty. Mutter Berlin, en. The Mother of Berlin) för hennes insatser i stadens ekonomi och kulturliv. 1959 fick hon ett uppdrag på utrikesdepartementets byrå för underrättelse och forskning (Office of Intelligence and Research). Hon reste mycket i Afrika, Latinamerika och Södra Asien när hon forskade i u-ländernas ekonomiska tillstånd.
Hon lämnade utrikesdepartementet 1962 och undervisade därefter vid Duke University och Georgetown University. Hon skrev flera böcker om USA:s utrikespolitik och fortsatte att resa mycket utomlands, ibland på uppdrag av USA:s regering. Hon företrädde USA på Konrad Adenauers begravning 1967. Hon skrev också böcker om situationen i Tyskland. 1985 kallades hon till hedersdoktor vid Freie Universität Berlin.
Hon gifte sig 1932 med David Simon Blondheim som var professor vid Johns Hopkins University. Han begick självmord hösten 1934. Eleanor Lansing Dulles hade två barn, David Dulles och Ann Dulles Joor. David föddes efter faderns självmord och Ann adopterade hon 1937.